# 1929 en ski alpin
Chronologie du ski alpin
1928 en ski alpin - 1929 en ski alpin - 1930 en ski alpin
Les faits marquants de l'année 1929 en ski alpin

## Événements

### Mars
- Deuxième édition de l'Arlberg-Kandahar sur le site de Sankt Anton am Arlberg en Autriche.

## Naissances
- 29 mars : Andrée Tournier, skieuse alpine française.
- 6 avril : André Simond, skieur alpin français.